# Juan Manuel Vargas
Juan Manuel Vargas Risco (Lima, Perú, 5 d'octubre del 1983) és un exfutbolista peruà, que jugà com a centrecampista.

## Trajectòria futbolística

### Clubs
Es va formar en les categories de l'Universitario de Deportes, amb el qual va debutar en la Primera Divisió del Perú durant la temporada 2002, en què van obtenir el títol del Torneig Obertura. Va jugar un total de 72 partits oficials i va marcar 8 gols.
A mitjans de 2005 va ser cedit al Club Atlético Colón de la Primera Divisió de l'Argentina, jugant un total de 54 partits i marcant 4 gols.
Per les seves bones actuacions va atreure l'atenció de diversos clubs europeus, finalment sent fixat en el mes de juliol de 2008 pel Calcio Catania, d'Itàlia. En el conjunt rossazzurri, va jugar dues temporades a la Serie A, fent una suma de 73 partits oficials i marcant 6 gols. Va marcar el seu primer gol a la lliga italiana el 31 d'octubre de 2007 davant l'AS Siena.
El mes de juliol de 2008 es va fer oficial que fitxava per la Fiorentina per cinc temporades. En el club viola va debutar el 12 d'agost de 2008, en el partit d'anada de la tercera fase prèvia de classificació de la Lliga de Campions de la UEFA 2008-09 davant l'Slavia Praga. En la seva primera temporada amb la Fiore, va jugar 27 partits i va marcar tres gols i el seu equip va quedar 4t a la Serie A. La temporada següent el seu equip va arribar fins als quarts de final de la Lliga de Campions de la UEFA 2009-10 i Vargas va fer el primer gol en aquesta competició en el partit jugat en l'estadi de l'Sporting Lisboa de la ronda de play-offs el 18 d'agost de 2009. També va marcar a la Serie A 5 gols en 29 partits. Aquella mateixa temporada, el seu equip va arribar fins a semifinals de la Copa Italiana, on Vargas va jugar només 3 partits. El seu equip va quedar 11è.
A la temporada 2010/11 Vargas va fer jugar un total de 24 partits marcant 4 gols. L'equip viola va quedar novè i va ser eliminat en vuitens de final de la Copa Italiana.
El 30 d'agost de 2012 es va fer oficial el seu fitxatge pel Genoa CFC

### Internacional
Amb la selecció de futbol del Perú va debutar en un partit contra Paraguai el 13 d'octubre de 2004. Amb la seva selecció va disputar la Copa Amèrica 2011 celebrada a l'Argentina, on va marcar un gol en el partit contra Colòmbia de quarts de final.